# Ghatkeser
Ghatkeser là một thị trấn thống kê (census town) của quận Rangareddi thuộc bang Andhra Pradesh, Ấn Độ.

## Nhân khẩu
Theo điều tra dân số năm 2001 của Ấn Độ, Ghatkeser có dân số 17.200 người. Phái nam chiếm 51% tổng số dân và phái nữ chiếm 49%. Ghatkeser có tỷ lệ 68% biết đọc biết viết, cao hơn tỷ lệ trung bình toàn quốc là 59,5%: tỷ lệ cho phái nam là 74%, và tỷ lệ cho phái nữ là 61%. Tại Ghatkeser, 13% dân số nhỏ hơn 6 tuổi.